# 弗林特城堡
弗林特城堡（英語：Flint Castle）是位於英國威爾斯弗林特的一座城堡，修建於愛德華一世時期。城堡修建於1277年，外觀效仿中世紀時期法國的城堡，在英國城堡中十分獨特。現在弗林特城堡免費對公眾開放。

## 外部連結
- www.castlewales.com : Further details + photos
- www.geograph.co.uk : photos of Flint Castle （页面存档备份，存于）